# Puebla de Beleña
Puebla de Beleña – gmina w Hiszpanii, w prowincji Guadalajara, w Kastylii-La Mancha, o powierzchni 29,15 km². W 2011 roku gmina liczyła 57 mieszkańców.